# Long Barn

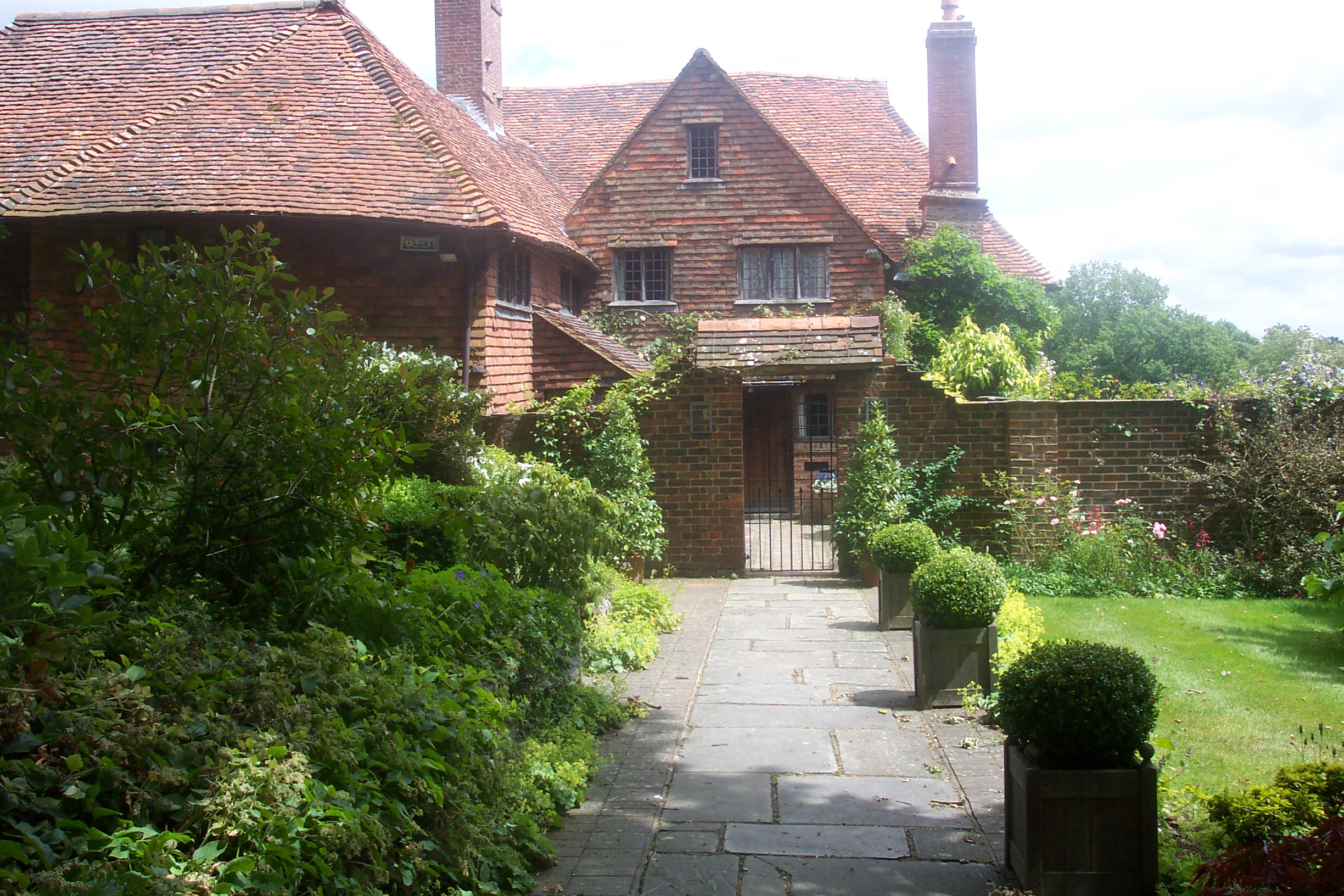
Long Barn

Long Barn, gelegen in Sevenoaks in Kent, is het voormalige huis van Vita Sackville-West en Harold Nicolson, en later ook van Charles Lindbergh en zijn vrouw Anne Morrow. Ook de acteur Douglas Fairbanks heeft er gewoond.

## Geschiedenis
Het huis zou stammen uit de 14e eeuw, toen er ruimte in werd gemaakt voor boeren en arbeiders. In de 19e eeuw is het gerestaureerd en uitgebreid met de aanbouw van een lange schuur, vandaar de naam van het huis, geplaatst aan de kant van de landerijen. De restauratie werd begonnen door de familie Thompson en later voltooid door Harold Nicolson en zijn vrouw Vita Sackville-West, dochter van Lord Sackville van Knole.
De tuin is aangelegd door Harold en Vita toen ze Long Barn kochten in 1914, en verder ontwikkeld door hun goede vriend, de architect Edwin Lutyens in 1925. De tuin van Long Barn, net als de latere tuin in Sissinghurst Castle, was een product van Harold en Vita's smaak en temperament. Hun kinderen Benedict Nicolson en Nigel Nicolson, groeiden er een deel van hun jeugd op.

## Bezoekers
De Bloomsbury Group leden kwamen hier vaak, met Virginia Woolf als een van de vaste bezoekers, maar nooit als een groep tegelijk. Andere bezoekers waren Stephen Spender, Clive Bell, Lytton Strachey, E.M. Forster, Hugh Walpole, Roy Campbell, Rosamund Grosvenor (Vita's jeugdliefde), Charlie Chaplin, Violet Trefusis en Douglas Fairbanks.
Na de kidnap van hun zoon huurden de beroemde Amerikaanse vliegenier Charles Lindbergh en zijn vrouw het huis van de Nicholsons. Sommige dorpsbewoners herinneren zich hun tweede kind, dat bewaakt werd door een gewapende bodyguard, terwijl het speelde in de landerijen.
Ondanks dat het huis niet open is voor publiek, zijn de tuinen van Long Barn periodiek geopend en tijdens de Christian Aid week.